# Сеньковщинское
Сеньковщинское — водохранилище на реке Берёзе, располагается между агрогородком Сеньковщина и деревней Ягнещицы на территории Сеньковщинского сельсовета Слонимского района.

## Общие сведения
Один из наиболее богатых рыбой водоёмов Слонимского района. На водохранилище находится небольшой остров, который называется «Остров влюблённых». С 2011 года передано в аренду фермерскому хозяйству «У Петруся», с этого времени пребывания на острове и рыбалка стали возможны только за отдельную плату.
Водохранилище, долгое время бывшее в эксплуатации местного колхоза, в какой-то момент было обозначено как находящееся за границей села, и после чего было передано в пользование фермерского хозяйства «У Петруся». Местные жители поначалу были не против такой реорганизации, поскольку полагали, что в их правах на пользовании водоёмом ничего не изменится: по-прежнему можно будет здесь отдыхать и рыбачить. Раньше, когда водоём принадлежал колхозу, сельчане вносили хозяйству небольшую плату и могли спокойно посещать водоём, чтобы порыбачить, но с приходом нового хозяина всё изменилось.